# Times Higher Education
Times Higher Education (THE), раніше Times Higher Education Supplement (THES) — щотижневий журнал, що спеціалізується на новинах та інших питаннях вищої освіти. Редакція розташована в Лондоні.
Times Higher Education випускає Times Higher Education World University Rankings — щорічне видання університетських рейтингів за версією журналу.

## Історія видання
З самого першого випуску в 1971 році по 2008 рік THE виходив у форматі газети. 10 січня 2008 видання стало журналом з регулярними випусками. Видавцем журналу є TSL Education Ltd., до жовтня 2005 року тодішній підрозділ News International.
Головним редактором журналу є Джон Гілл. Філ Бет — редактор з особливих питань, також відповідає за міжнародний розділ. Крім того, він є редактором щорічного Світового рейтингу університетів.
У журналі є вигадана сатирична колонка «Poppletonian», ведена Лорі Тейлором, що розповідає про життя неіснуючого університету Поплтон.
У 2011 Professional Publishers Association присудила журналу звання «Діловий щотижневий журнал року» і «Бренд року в області ділових ЗМІ».